# La Mojonera, Michoacán de Ocampo
La Mojonera är en ort i Mexiko.   Den ligger i kommunen Zitácuaro och delstaten Michoacán de Ocampo, i den södra delen av landet, 130 km väster om huvudstaden Mexico City. La Mojonera ligger 2 112 meter över havet och antalet invånare är 221.
Terrängen runt La Mojonera är varierad. Runt La Mojonera är det ganska tätbefolkat, med 90 invånare per kvadratkilometer. Närmaste större samhälle är Heróica Zitácuaro, 3,6 km väster om La Mojonera. I omgivningarna runt La Mojonera växer i huvudsak blandskog.